# Реннелл і Беллона
Реннелл і Беллона (англ. Rennell and Bellona) — одна з провінцій (одиниця адміністративно-територіального поділу) Соломонових Островів. Складається з двох атолів - Реннелл (Му-Нггава) і Беллона (Му-Нгікі), заселених полінезійцями. Площа 671 км², населення 3041 чоловік (2009) . Адміністративний центр - Тігоа.